# Tour de France 1959
46. Tour de France rozpoczął się 25 czerwca w Miluzie, a zakończył się 18 lipca 1959 roku w Paryżu. Wyścig składał się z 22 etapów, w tym: 12 etapów płaskich, 7 etapów górskich i 3 etapów jazdy indywidualnej na czas. Cała trasa liczyła 4391 km. W klasyfikacji generalnej i górskiej zwyciężył Hiszpan Federico Bahamontes. W klasyfikacji punktowej najlepszy był Francuz André Darrigade, a w klasyfikacji drużynowej zwyciężyła Belgia. Najaktywniejszym kolarzem został Francuz Gérard Saint.

## Drużyny
W tej edycji Tdf wzięło udział 10 drużyn:
- Holandia-Luksemburg
- Belgia
- Włochy
- Francja
- Hiszpania
- Szwajcaria-RFN
- Międzynarodowa[3]
- Centre-Midi
- Paris/Nord-Est
- Ouest/Sud-Ouest

## Etapy
| 1  | 25 czerwca | Miluza – Metz                       | 238 km        | André Darrigade     |               |               |               |
| 2  | 26 czerwca | Metz – Namur                        | 240 km        | Vito Favero         |               |               |               |
| 3  | 27 czerwca | Namur – Roubaix                     | 217 km        | Robert Cazala       |               |               |               |
| 4  | 28 czerwca | Roubaix – Rouen                     | 230 km        | Dino Bruni          |               |               |               |
| 5  | 29 czerwca | Rouen – Rennes                      | 286 km        | Jean Graczyk        |               |               |               |
| 6  | 30 czerwca | Blain – Nantes                      | ITT 45 km     | Roger Rivière       |               |               |               |
| 7  | 1 lipca    | Nantes – La Rochelle                | 190 km        | Roger Hassenforder  |               |               |               |
| 8  | 2 lipca    | La Rochelle – Bordeaux              | 201 km        | Michel Dejouhannet  |               |               |               |
| 9  | 3 lipca    | Bordeaux – Bayonne                  | 207 km        | Marcel Queheille    |               |               |               |
|    | 4 lipca    | Dzień przerwy                       | Dzień przerwy | Dzień przerwy       | Dzień przerwy | Dzień przerwy | Dzień przerwy |
| 10 | 5 lipca    | Bayonne – Bagnères-de-Bigorre       | 235 km        | Marcel Janssens     |               |               |               |
| 11 | 6 lipca    | Bagnères-de-Bigorre – Saint-Gaudens | 119 km        | André Darrigade     |               |               |               |
| 12 | 7 lipca    | Saint-Gaudens – Albi                | 184 km        | Rolf Graf           |               |               |               |
| 13 | 8 lipca    | Albi – Aurillac                     | 219 km        | Henry Anglade       |               |               |               |
| 14 | 9 lipca    | Aurillac – Clermont-Ferrand         | 231 km        | André Le Dissez     |               |               |               |
| 15 | 10 lipca   | Clermont-Ferrand – Puy de Dôme      | ITT 13 km     | Federico Bahamontes |               |               |               |
| 16 | 11 lipca   | Clermont-Ferrand – Saint-Étienne    | 210 km        | Dino Bruni          |               |               |               |
|    | 12 lipca   | Dzień przerwy                       | Dzień przerwy | Dzień przerwy       | Dzień przerwy | Dzień przerwy | Dzień przerwy |
| 17 | 13 lipca   | Saint-Étienne – Grenoble            | 197 km        | Charly Gaul         |               |               |               |
| 18 | 14 lipca   | Lautaret – Aosta                    | 243 km        | Ercole Baldini      |               |               |               |
| 19 | 15 lipca   | Saint-Vincent – Annecy              | 251 km        | Rolf Graf           |               |               |               |
| 20 | 16 lipca   | Annecy – Chalon-sur-Saône           | 202 km        | Brian Robinson      |               |               |               |
| 21 | 17 lipca   | Seurre – Dijon                      | ITT 69 km     | Roger Rivière       |               |               |               |
| 22 | 18 lipca   | Dijon – Paryż                       | 331 km        | Joseph Groussard    |               |               |               |

## Liderzy klasyfikacji po etapach
| Etap                 | Zwycięzca            | Klasyfikacja generalna | Klasyfikacja punktowa | Klasyfikacja górska        | Klasyfikacja drużynowa |
| -------------------- | -------------------- | ---------------------- | --------------------- | -------------------------- | ---------------------- |
| 1                    | André Darrigade      | André Darrigade        | André Darrigade       | Louis Bergaud              | Francja                |
| 2                    | Vito Favero          | André Darrigade        | André Darrigade       | Louis Bergaud              | Francja                |
| 3                    | Robert Cazala        | Robert Cazala          | André Darrigade       | Louis Bergaud Eddy Pauwels | Francja                |
| 4                    | Dino Bruni           | Robert Cazala          | André Darrigade       | Louis Bergaud Eddy Pauwels | Francja                |
| 5                    | Jean Graczyk         | Robert Cazala          | André Darrigade       | Louis Bergaud Eddy Pauwels | Francja                |
| 6                    | Roger Rivière        | Robert Cazala          | André Darrigade       | Louis Bergaud Eddy Pauwels | Francja                |
| 7                    | Roger Hassenforder   | Robert Cazala          | André Darrigade       | Louis Bergaud Eddy Pauwels | Francja                |
| 8                    | Michel Dejouhannet   | Robert Cazala          | André Darrigade       | Louis Bergaud Eddy Pauwels | Francja                |
| 9                    | Marcel Queheille     | Eddy Pauwels           | André Darrigade       | Louis Bergaud Eddy Pauwels | Belgia                 |
| 10                   | Marcel Janssens      | Michel Vermeulin       | André Darrigade       | Armand Desmet              | Belgia                 |
| 11                   | André Darrigade      | Michel Vermeulin       | André Darrigade       | Federico Bahamontes        | Belgia                 |
| 12                   | Rolf Graf            | Michel Vermeulin       | André Darrigade       | Federico Bahamontes        | Belgia                 |
| 13                   | Henry Anglade        | Jos Hoevenaers         | André Darrigade       | Federico Bahamontes        | Belgia                 |
| 14                   | André Le Dissez      | Jos Hoevenaers         | André Darrigade       | Federico Bahamontes        | Belgia                 |
| 15                   | Federico Bahamontes  | Jos Hoevenaers         | André Darrigade       | Federico Bahamontes        | Belgia                 |
| 16                   | Dino Bruni           | Eddy Pauwels           | André Darrigade       | Federico Bahamontes        | Belgia                 |
| 17                   | Charly Gaul          | Federico Bahamontes    | André Darrigade       | Federico Bahamontes        | Belgia                 |
| 18                   | Ercole Baldini       | Federico Bahamontes    | André Darrigade       | Federico Bahamontes        | Belgia                 |
| 19                   | Rolf Graf            | Federico Bahamontes    | André Darrigade       | Federico Bahamontes        | Belgia                 |
| 20                   | Brian Robinson       | Federico Bahamontes    | André Darrigade       | Federico Bahamontes        | Belgia                 |
| 21                   | Roger Rivière        | Federico Bahamontes    | André Darrigade       | Federico Bahamontes        | Belgia                 |
| 22                   | Joseph Groussard     | Federico Bahamontes    | André Darrigade       | Federico Bahamontes        | Belgia                 |
| Klasyfikacja końcowa | Klasyfikacja końcowa | Federico Bahamontes    | André Darrigade       | Federico Bahamontes        | Belgia                 |

## Klasyfikacje końcowe

### Klasyfikacja generalna
| Pozycja | Zawodnik            | Drużyna         | Czas          |
| ------- | ------------------- | --------------- | ------------- |
| 1.      | Federico Bahamontes | Hiszpania       | 123 h 46' 45" |
| 2.      | Henry Anglade       | Francja         | +4' 01"       |
| 3.      | Jacques Anquetil    | Francja         | +5' 05"       |
| 4.      | Roger Rivière       | Francja         | +5' 17"       |
| 5.      | François Mahé       | Ouest-Sud-Ouest | +8' 22"       |
| 6.      | Ercole Baldini      | Włochy          | +10' 18"      |
| 7.      | Jan Adriaensens     | Belgia          | +10' 18"      |
| 8.      | Jos Hoevenaers      | Belgia          | +11' 02"      |
| 9.      | Gérard Saint        | Ouest-Sud-Ouest | +17' 40"      |
| 10.     | Jean Brankart       | Belgia          | +20' 38"      |

### Klasyfikacja punktowa
| Pozycja | Zawodnik            | Drużyna         | Punkty |
| ------- | ------------------- | --------------- | ------ |
| 1.      | André Darrigade     | Francja         | 613    |
| 2.      | Gérard Saint        | Ouest-Sud-Ouest | 524    |
| 3.      | Jacques Anquetil    | Francja         | 503    |
| 4.      | Federico Bahamontes | Hiszpania       | 425    |
| 4.      | Charly Gaul         | NED-LUX         | 425    |

### Klasyfikacja górska
| Pozycja | Zawodnik            | Drużyna         | Punkty |
| ------- | ------------------- | --------------- | ------ |
| 1.      | Federico Bahamontes | Hiszpania       | 73     |
| 2.      | Charly Gaul         | NED-LUX         | 68     |
| 3.      | Gérard Saint        | Ouest-Sud-Ouest | 65     |
| 4.      | Valentin Huot       | Centre-Midi     | 33     |
| 5.      | Roger Rivière       | Francja         | 27     |

### Klasyfikacja drużynowa
| Pozycja | Drużyna         | Czas          |
| ------- | --------------- | ------------- |
| 1.      | Belgia          | 372 h 02' 13" |
| 2.      | Francja         | +31' 25"      |
| 3.      | Centre-Midi     | +59' 01"      |
| 4.      | Ouest-Sud-Ouest | +1 h 17' 38"  |
| 5.      | Hiszpania       | +2 h 17' 22"  |